# Марі-Турек
Марі́-Туре́к (рос. Мари-Турек, марій. Марий Тӱрек) — селище міського типу, центр Марі-Турецького району Марій Ел, Росія. Адміністративний центр Марі-Турецького міського поселення.

## Населення
Населення — 5164 особи (2010; 5973 у 2002).